# Kostel Nanebevzetí Panny Marie (Straning)
Farní kostel Nanebevzetí Panny Marie ve Straningu je kostel římskokatolické církve. Nachází se v Dolních Rakousích v okrese Horn.
Spadá pod děkanát Sitzendorf ve vikariátu Unter dem Manhartsberg. Spravuje jej arcidiecéze vídeňská.

## Historie
První zmínka pochází z roku 1265, jako o filiálním kostele farnosti Eggenburg-Gars. Zpráva o vikariátu je z roku 1267. V roce 1277 je zde zaznamenána fara, kostel se stal farním až v roce 1564, kdy se odtrhl od farnosti Eggenburg-Gars.
Roku 1739, kdy farnost převzal Ludwig Tauchner, vyzval vrchnost o stavbu nového většího kostela, neboť ten původní byl již nedostačující.
Zvláštností kostela je jeho orientace k západu, neboť většina římskokatolických kostelů mají hlavní oltář orientovaný k východu.

## Faráři
| Farář                | Období správy   |
| -------------------- | --------------- |
| Artholph             | okolo roku 1277 |
| Ludwig Tauchner      | 1739 – 1766     |
| Johann Merluzzi      | 1828 – 1853     |
| Dechant Johann Wenk  | 1853 – 1881     |
| Franz Richter        | 1891 – 1910     |
| Kanonikus Josef Ettl | 1938 – 1952     |
| Karl Ploberger       | 1953 – 1958     |
| Bruno Taubert        | 1958 – 1965     |
| Rudolf Brock         | 1966 – 1986     |
| Robert Jaros         | 1986 – 1996     |
| Jan Jurus            | 1996 – 2006     |
| Eugeniusz Warzocha   | 2006 – nyní     |

## Galerie

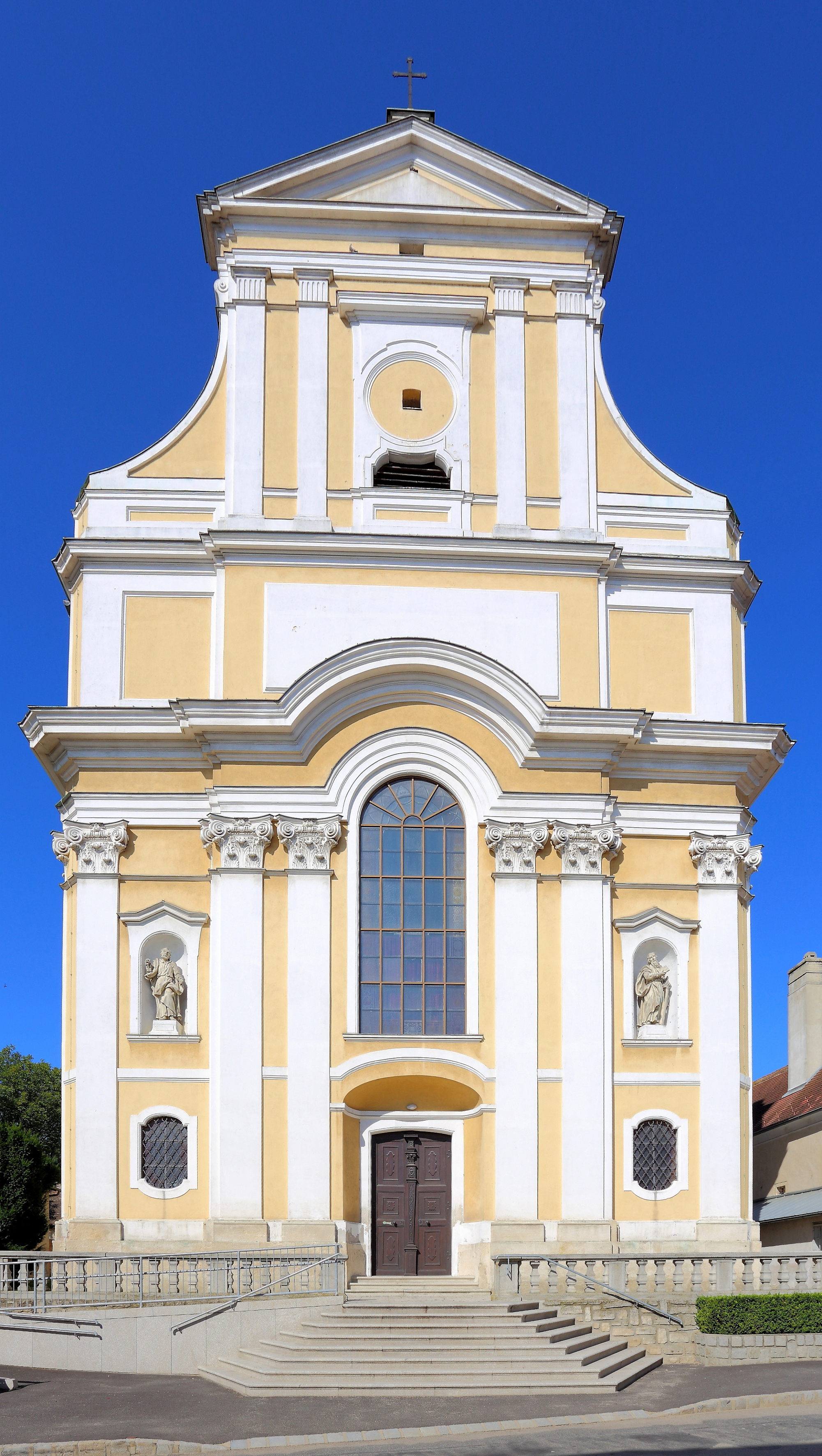
Průčelí kostela
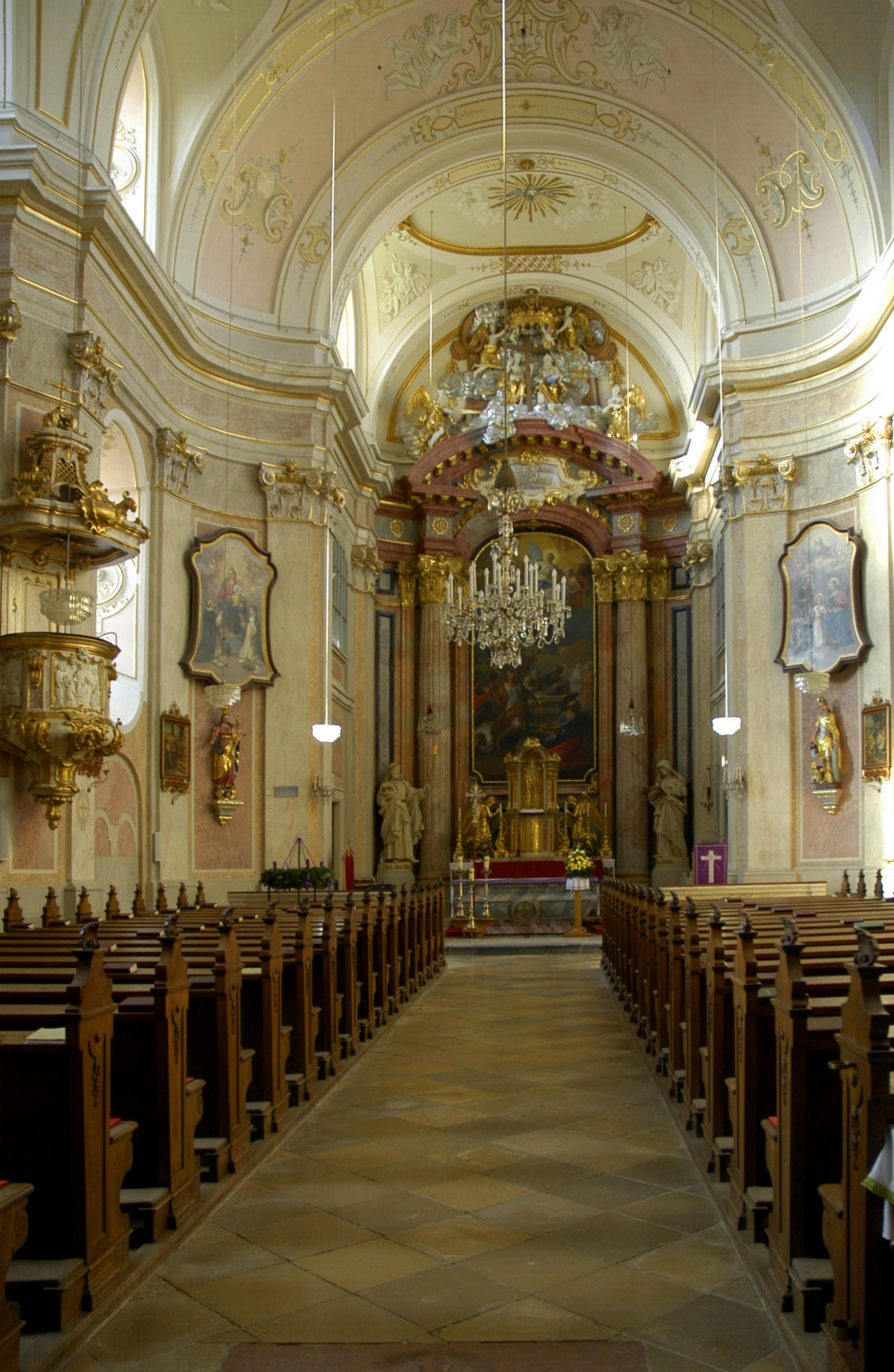
Interiér
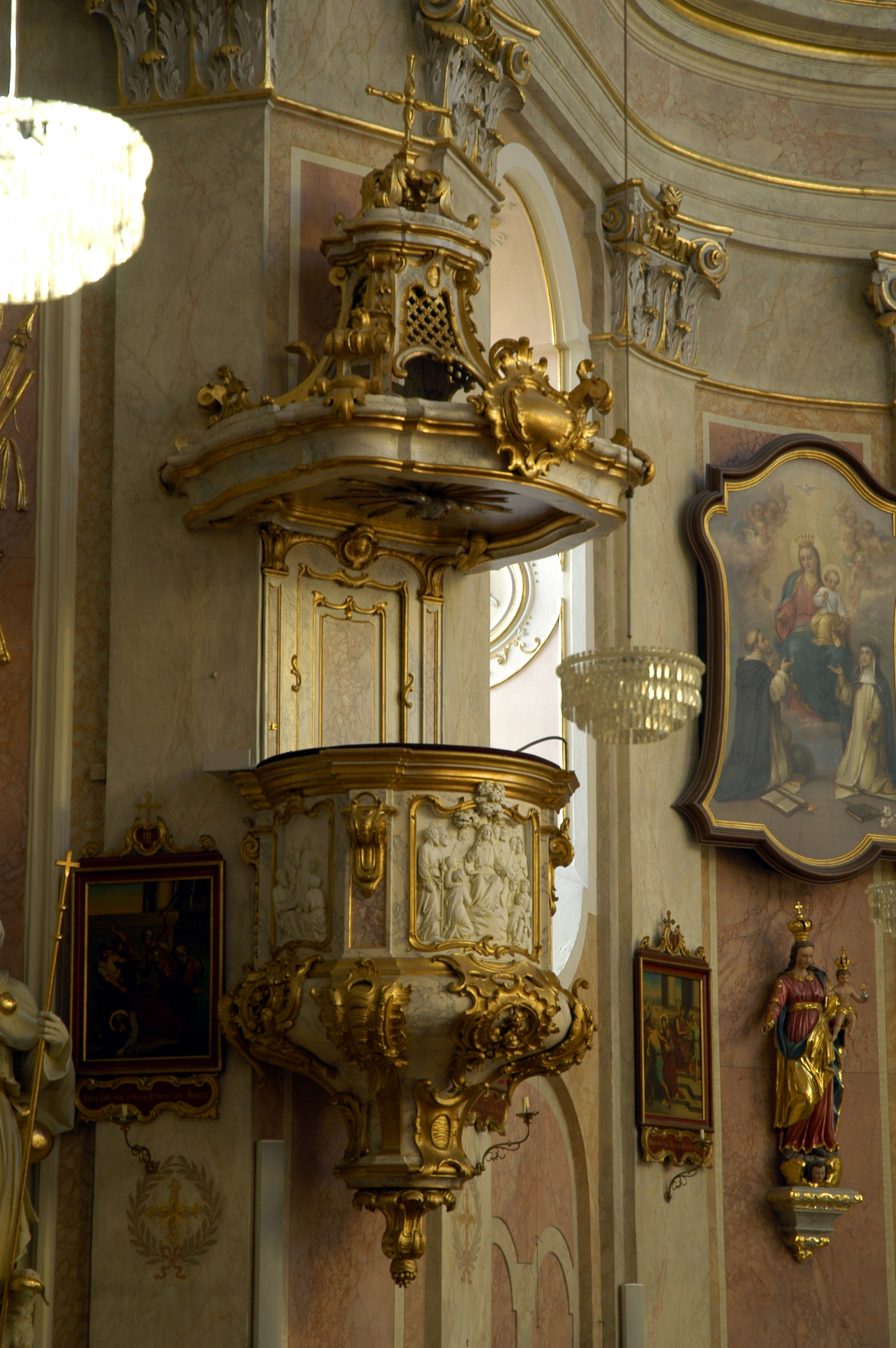
Kazatelna
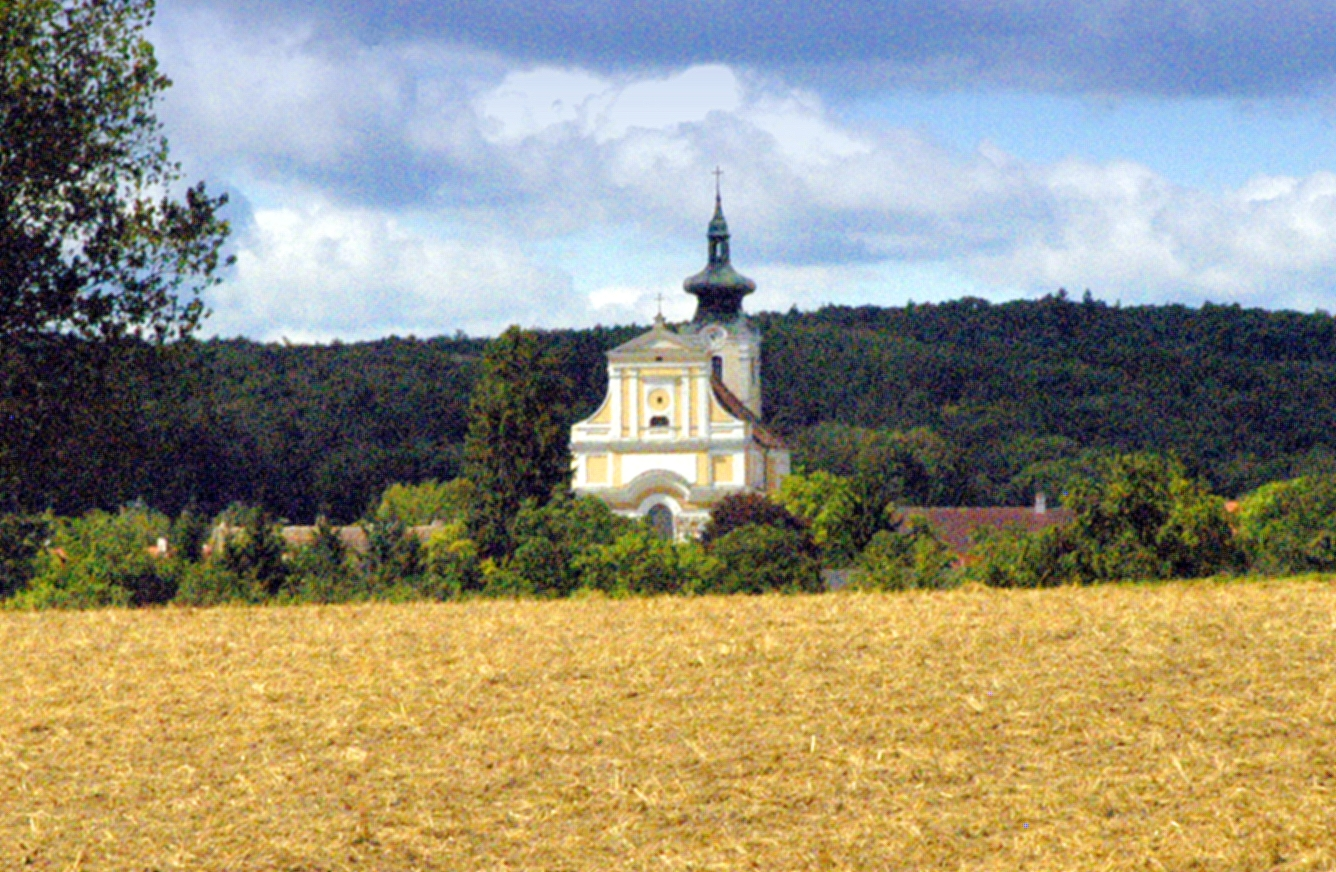
Kostel z dálky
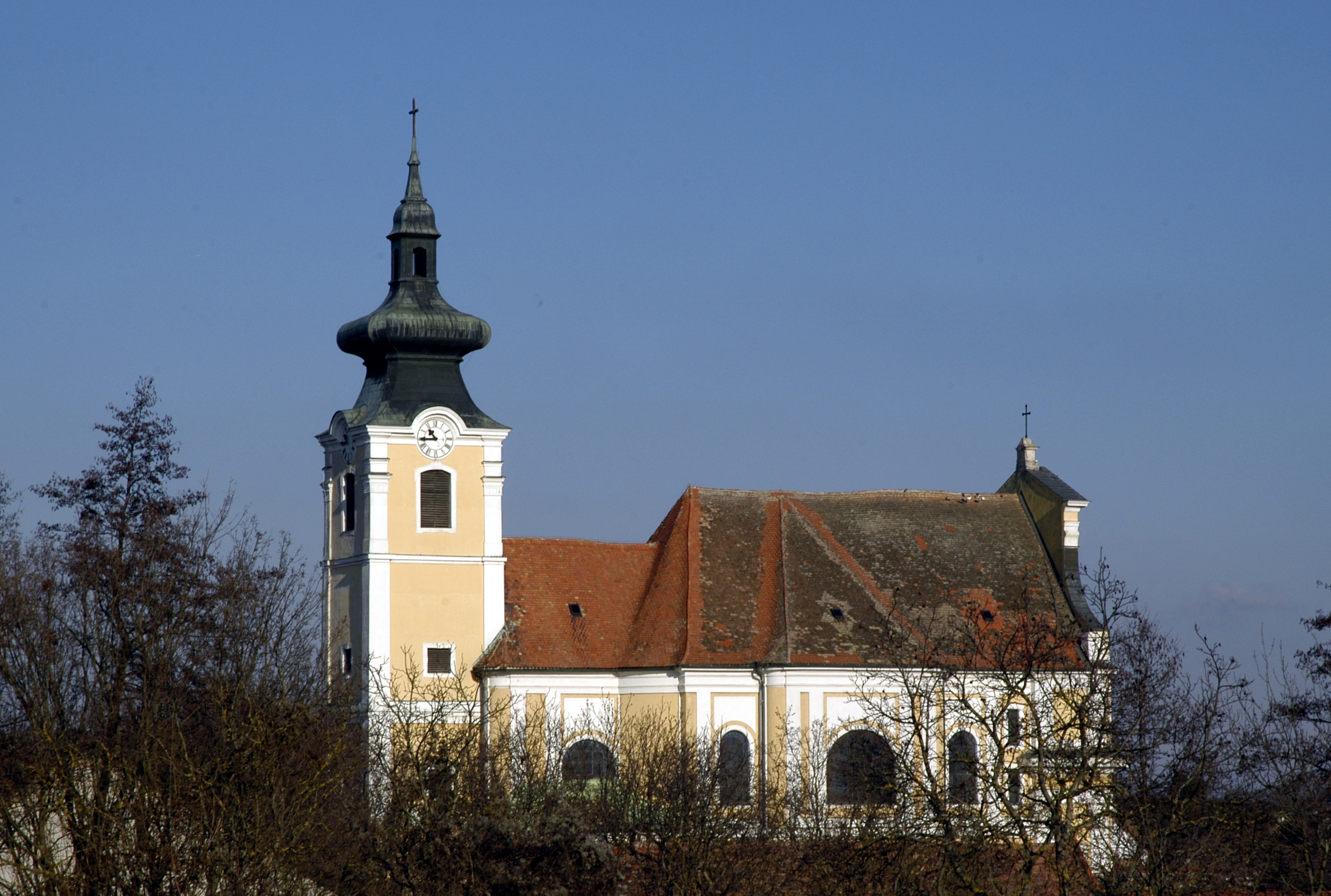
Kostel od jihu
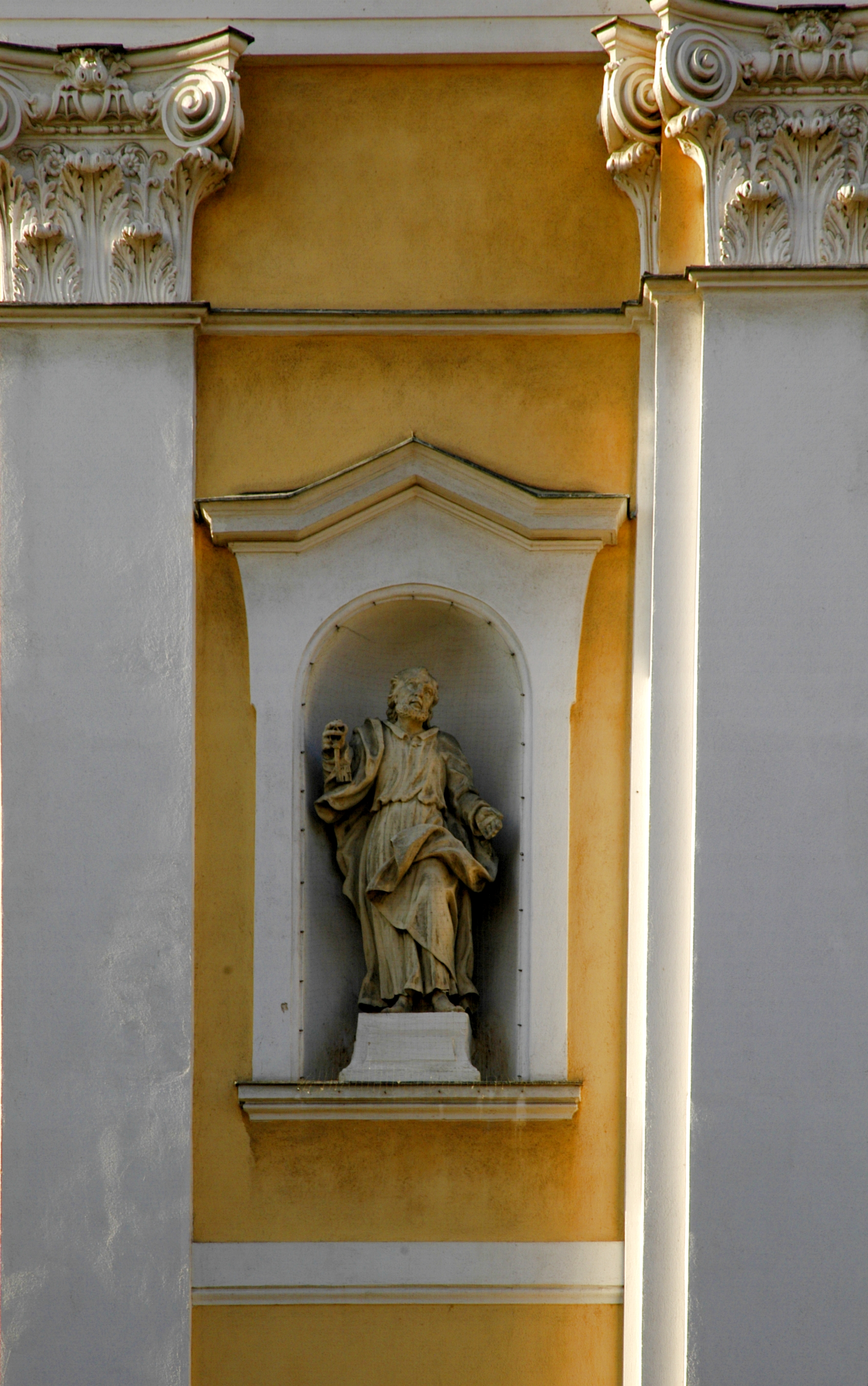
Socha ve výklenku